# Sam Gold
Sam Gold es un director de teatro y actor estadounidense. 

## Primeros años y educación
Después de estudiar en la Universidad de Cornell y en la Escuela Juilliard, se hizo conocido por dirigir tanto musicales como obras teatrales en Broadway y Off-Broadway. Ha recibido el Premio Tony al Mejor Director de un Musical, una nominación al Tony al Mejor Director de una Obra, y nominaciones para cuatro Premios Drama Desk.
Hizo su debut en Broadway dirigiendo la obra de Theresa Rebeck, Seminar (2011). Luego dirigió el revival de la obra de William Inge, Picnic (2013), la obra de Will Eno, The Realistic Joneses (2014), y la obra de Tom Stoppard, The Real Thing (2015). Por el musical Fun Home (2015) recibió el Premio Tony al Mejor Director de un Musical. Desde entonces, ha dirigido el revival de La casa de cristal de Tennessee Williams (2017), La casa de muñecas, Parte 2 de Lucas Hnath (2017), y revivals de El rey Lear de William Shakespeare (2019) y Macbeth (2022).
Gold creció en Westchester y la ciudad de Nueva York. Su padre, Jeffrey, es banquero de inversiones, y su madre, Lenore, es pintora. Se graduó de la Universidad de Cornell con un título en Inglés y realizó pasantías en Playwrights Horizons y el Teatro Signature, y asistió al programa de dirección en la Escuela Juilliard. Pasó tres años como asistente de dirección y dramaturgo en el Wooster Group. Explicó que "mi carrera ha estado muy centrada en obras completamente nuevas durante un tiempo. Pero, siempre, la razón por la que entré en el teatro fue porque me inspiraron estos clásicos. Era un estudiante de inglés y amaba las obras, así que creo que mi trabajo con nuevos escritores siempre se ha basado en mi conocimiento de estas obras antiguas...". Gold es el director residente en el Roundabout Theatre Company.

## Carrera

### 2007-2010
Su trabajo como director Off-Broadway comenzó con The Black Eyed en el New York Theatre Workshop en 2007. Dirigió The Big Meal de Dan LeFranc en 2012 en Playwrights Horizons y ganó el Premio Lucille Lortel de 2012 al Mejor Director. Gold ha dirigido cinco obras de Annie Baker: Circle Mirror Transformation en 2009, The Aliens en 2010, una adaptación de Tío Vania en 2012, The Flick en 2013 y John en 2015. Según un artículo en The New York Times, "el Sr. Gold y la Sra. Baker se muestran reacios a revelar mucho sobre sí mismos o sobre su trabajo conjunto". En 2010, también dirigió una lectura de su obra Nocturama en el Manhattan Theatre Club.
Gold ganó el Premio Obie de 2010, Dirección, por Circle Mirror Transformation y el Premio Obie de 2016, Mención Especial por la Colaboración entre Gold, Baker y el equipo de diseño.El crítico de The New York Times escribió que "Sam Gold ha dirigido con un ojo y un oído excepcionalmente observadores". Fue nominado al Premio Drama Desk de 2016, Mejor Director de una Obra por John. Dirigió The Flick en su estreno en el West End (y en el Reino Unido) en el Teatro Dorfman del National Theatre, que se estrenó en abril de 2016. El crítico de CurtainUp escribió: "...como se movió de la página al escenario por el director Sam Gold y su elenco, todo se vuelve notablemente y muy efectivamente, lo suficiente como para hacer de esto una comida teatral completa... LeFranc, al igual que otro favorito de Playwrights Horizon, Annie Baker, ha escrito exactamente el tipo de obra en el que el director Sam Gold es experto. Al igual que en Circle Mirror Transformation de Baker, The Big Meal es una obra en la que no sucede mucho, pero todo ocurre".
Dirigió un revival de Look Back in Anger para el Roundabout Theatre Company en 2012. David Finkle, en su reseña para TheaterMania de Look Back in Anger, escribió: "... no hay duda de que el desafío al que se enfrentó el director Sam Gold al montar esta obra posiblemente anticuada fue encontrar un enfoque para el guion incendiario que le infundiera el valor de impacto que tuvo en su debut. No solo ha superado la prueba, Gold merece un coro de hurras por su audacia desmitificada". Dirigió una presentación de concierto escenificado de The Cradle Will Rock para Encores! Off-Center en julio de 2013. David Finkle, revisando para The Huffington Post, escribió: "El elenco de la producción de conciertos de Encores! Off-Center de la primera obra musical de Marc Blitzstein... está vestido con la indumentaria formal de Clint Ramos. La apariencia, aparentemente elegida por el habitualmente iconoclasta director Sam Gold, ciertamente no tiene nada que ver con lo que se suponía que usaría el elenco original... es probable que comprenda que no tiene sentido esperar que el público contemporáneo se inserte completamente en el contexto de la época... Es por eso que la presentación de la obra de arte de Gold, tan simple como lo hace, es tan completamente efectiva". En el teatro regional, dirigió Una casa de muñecas en el Festival de Teatro de Williamstown en 2011.

### 2011-2022
En Broadway, dirigió Seminar con Alan Rickman en 2011, un revival de Pícnic con Reed Birney y Elizabeth Marvel en 2013. Dirigió The Realistic Joneses en 2014 protagonizada por Toni Collette, Tracy Letts y Marisa Tomei, y The Real Thing en 2014 protagonizada por Maggie Gyllenhaal y Ewan McGregor. Llamó la atención por su dirección del musical Fun Home en Broadway en 2015, en un laboratorio público en The Public Theater en octubre de 2012,y Off-Broadway en The Public Theater en 2013. Por Fun Home, ganó el Premio Tony 2015 al Mejor Director de un Musical y el Premio Obie 2014 al Teatro Musical.
Dirigió Otelo en el Off-Broadway New York Theatre Workshop, que se estrenó el 22 de noviembre de 2016, en preestrenos, oficialmente el 12 de diciembre de 2016, hasta el 18 de enero de 2017.La obra está protagonizada por David Oyelowo y Daniel Craig. Dirigió el último revival de Broadway de La casa de cristal en el Belasco Theatre, que comenzó en preestreno el 7 de febrero de 2017. La obra está protagonizada por Sally Field y Joe Mantello. También dirigió la nueva obra de Lucas Hnath, Una casa de muñecas, Parte 2, protagonizada por Laurie Metcalf y Chris Cooper, y se estrenó en Broadway en el Teatro John Golden el 1 de abril de 2017. Tiene lugar 15 años después de que concluya Una casa de muñecas de Henrik Ibsen.
Gold dirigió una nueva producción de El rey Lear de William Shakespeare (2019) en el Teatro James Earl Jones, protagonizada por Glenda Jackson. La función limitada comenzó en preestreno en marzo de 2019 y se estrenó oficialmente el 4 de abril. También dirigió Macbeth protagonizada por Daniel Craig y Ruth Negga en el Longacre Theatre en 2022. Gold estaba listo para dirigir una adaptación de Tres hermanas de Antón Chéjov protagonizada por Greta Gerwig, Oscar Isaac, Chris Messina y Steve Buscemi en el New York Theatre Workshop.Sin embargo, debido a la pandemia de COVID-19, la producción ha sido suspendida indefinidamente. En mayo de 2023 se anunció que Gold volvería a Broadway con la adaptación de Amy Herzog de la obra de Henrik Ibsen, Un enemigo del pueblo, protagonizada por Jeremy Strong.
Actualmente está dirigiendo y produciendo ejecutivamente la comedia de media hora Compliance para FX, escrita por Sarah Burgess y producida por Scott Rudin. Está protagonizada por Mary Louise Parker y Courtney B. Vance.
El 16 de abril de 2024, se anunció que Sam Gold dirigirá una nueva adaptación de Romeo y Julieta, protagonizada por Rachel Zegler y Kit Connor, que llegará a Broadway en el otoño de 2024. Jack Antonoff proporcionará la música.

## Créditos de teatro

### Como director
| Año  | Título                 | Dramaturgo          | Notas                                   | Ref. |
| ---- | ---------------------- | ------------------- | --------------------------------------- | ---- |
| 2011 | Seminar                | Theresa Rebeck      | John Golden Theatre, Broadway           |      |
| 2013 | Picnic                 | William Inge        | American Airlines Theatre, Broadway     |      |
| 2014 | The Realistic Joneses  | Will Eno            | Lyceum theatre, Broadway                |      |
| 2014 | The Real Thing         | Tom Stoppard        | American Airlines Theatre, Broadway     |      |
| 2015 | Fun Home               | Lisa Kron           | Circle in the Square Theatre, Broadway  |      |
| 2016 | Otelo                  | William Shakespeare | New York Theatre Workshop               |      |
| 2017 | El zoo de cristal      | Tennessee Williams  | Belasco Theatre, Broadway               |      |
| 2017 | A Doll's House, Part 2 | Lucas Hnath         | John Golden Theatre, Broadway           |      |
| 2019 | King Lear              | William Shakespeare | Cort Theatre, Broadway                  |      |
| 2022 | Macbeth                | William Shakespeare | Longacre Theatre, Broadway              |      |
| 2022 | Corsicana              | Will Arbery         | Playwrights Horizons, Off-Broadway      |      |
| 2024 | An Enemy of the People | Henrik Ibsen        | Circle in the Square Theatrre, Broadway |      |

## Recepción y estilo
Patrick Pacheco, en un artículo en Los Angeles Times, observó: "Las reservas críticas han sido raras en el ascenso de Gold como uno de los directores jóvenes más populares y ocupados de Nueva York, desde que los medios elogiaron su producción sutil y efectiva de Circle Mirror Transformation de Annie Baker en Playwrights Horizons en 2009... Su energía inquieta se refleja en la amplitud y versatilidad de su carrera, desde un musical de títeres, Jollyship the Whizbang, hasta clásicos como La ópera de los tres centavos y Casa de muñecas, hasta cualquier cantidad de nuevas obras de Zoe Kazan (We Live Here), Dan LeFranc (The Big Meal, que dirigirá en Playwrights Horizons en marzo) y Will Eno (The Realistic Joneses en Yale Rep en abril)".
Mark Kennedy señaló que "Fun Home es el primer intento de Gold de dirigir un musical tradicional, y se une a una lista de créditos que parecen tener poco en común... Lo que los conecta es el amor de Gold por trabajar con un grupo de actores, ya sean desconocidos en el elenco de The Flick o estrellas de primera línea... 'Siempre empiezo con el ensemble y trato de poner toda la presión sobre ellos. Intento hacer estas producciones donde el espectáculo tiene éxito o fracasa completamente en sus hombros', dice. 'Sin red. Sin piezas de escenario extravagantes. Sin florituras de dirección. Nada que pueda salvar el espectáculo si la sutileza de las actuaciones no es cautivadora'".

## Vida personal
Gold está casado con la dramaturga Amy Herzog desde 2011. Según un artículo en The Washington Post, Herzog y Gold "optan por no trabajar juntos profesionalmente, lo cual es una línea interesante de trazar, dado que Herzog a menudo borra los límites entre el arte y la historia familiar real".Gold es judío.

## Premios y nominaciones
| Año  | Asociaciones         | Categoría                         | Proyecto                     | Resultado     | Ref.   |
| ---- | -------------------- | --------------------------------- | ---------------------------- | ------------- | ------ |
| 2015 | Tony Award           | Best Direction of a Musical       | Fun Home                     | Ganador       | [ 42 ] |
| 2017 | Tony Award           | Best Direction of a Play          | A Doll's House, Part 2       | Nominado      | [ 43 ] |
| 2010 | Drama Desk Award     | Outstanding Director of a Play    | Circle Mirror Transformation | Nominado      |        |
| 2013 | Drama Desk Award     | Outstanding Director of a Play    | Uncle Vanya                  | Nominado      |        |
| 2014 | Drama Desk Award     | Outstanding Director of a Musical | Fun Home                     | Nominado      |        |
| 2016 | Drama Desk Award     | Outstanding Director of a Play    | John                         | Nominado      |        |
| 2012 | Lucille Lortel Award | Outstanding Director              | The Big Meal                 | Ganador       | [ 44 ] |
| 2012 | Lucille Lortel Award | Outstanding Director              | Look Back in Anger           | Nominado      | [ 44 ] |
| 2013 | Lucille Lortel Award | Outstanding Director              | The Flick                    | Nominado      | [ 44 ] |
| 2010 | Premios Obie         | Direction                         | Circle Mirror Transformation | Ganador       |        |
| 2014 | Premios Obie         | Musical Theater                   | Fun Home                     | Ganador       |        |
| 2024 | Drama League Award   | Outstanding Director of a Play    | An Enemy of the People       | En proceso... | [ 45 ] |